# Campeonato Mundial de Marcha Atlética por Equipes
O Campeonato Mundial de Marcha Atlética por Equipes é um evento desportivo bienal, organizado pela Associação Internacional de Federações de Atletismo (IAAF), que consiste num conjunto de provas de marcha para ambos os sexos, nos escalões de seniores e juniores. Até a edição de 2014, o evento era conhecido como Taça do Mundo de Marcha Atlética em português europeu, ou Copa do Mundo de Marcha Atlética em português do Brasil. 

## Cidades organizadoras
| Ano  | Cidade                 | País               |
| ---- | ---------------------- | ------------------ |
| 1961 | Lugano                 | Suíça              |
| 1963 | Varese                 | Itália             |
| 1965 | Pescara                | Itália             |
| 1967 | Bad Saarow             | Alemanha Oriental  |
| 1970 | Eschborn               | Alemanha Ocidental |
| 1973 | Lugano                 | Suíça              |
| 1975 | Grand-Quevilly         | França             |
| 1977 | Milton Keynes          | Reino Unido        |
| 1979 | Eschborn               | Alemanha Ocidental |
| 1981 | Valência               | Espanha            |
| 1983 | Bergen                 | Noruega            |
| 1985 | St John's, Ilha de Man | Reino Unido        |
| 1987 | Nova Iorque            | Estados Unidos     |
| 1989 | L'Hospitalet           | Espanha            |
| 1991 | San Jose               | Estados Unidos     |
| 1993 | Monterrey              | México             |
| 1995 | Beijing                | China              |
| 1997 | Poděbrady              | Chéquia            |
| 1999 | Mézidon-Canon          | França             |
| 2002 | Turim                  | Itália             |
| 2004 | Naumburg               | Alemanha           |
| 2006 | La Coruña              | Espanha            |
| 2008 | Cheboksary             | Rússia             |
| 2010 | Chihuahua              | México             |
| 2012 | Saransk                | Rússia             |
| 2014 | Taicang                | China              |
| 2016 | Roma                   | Itália             |
| 2018 | Taicang                | China              |
| 2022 | Mascate                | Omã                |

## Resultados

### Homens

#### 20 quilómetros
| Ano  | Ouro                                       | Ouro       | Prata                                      | Prata   | Bronze                                     | Bronze  |
| ---- | ------------------------------------------ | ---------- | ------------------------------------------ | ------- | ------------------------------------------ | ------- |
| 1961 | Ken Matthews · Reino Unido                 | 1:30:55    | Lennart Back · Suécia                      | 1:32:12 | George Williams · Reino Unido              | 1:34:02 |
| 1963 | Ken Matthews · Reino Unido                 | 1:30:11    | Paul Nihill · Reino Unido                  | 1:33:19 | Antal Kiss · Hungria                       | 1:33:38 |
| 1965 | Dieter Lindner · Alemanha Oriental         | 1:28:10    | Antal Kiss · Hungria                       | 1:29:09 | Gerhard Sperling · Alemanha Oriental       | 1:31:30 |
| 1967 | Nikolay Smaga · União Soviética            | 1:28:39    | Vladimir Golubnichiy · União Soviética     | 1:28:58 | Ron Laird · Estados Unidos                 | 1:29:13 |
| 1970 | Hans-Georg Reimann · Alemanha Oriental     | 1:26:55    | Vladimir Golubnichiy · União Soviética     | 1:27:22 | Peter Frenkel · Alemanha Oriental          | 1:27:33 |
| 1973 | Hans-Georg Reimann · Alemanha Oriental     | 1:29:31    | Karl-Heinz Stadtmüller · Alemanha Oriental | 1:29:36 | Ron Laird · Estados Unidos                 | 1:30:45 |
| 1975 | Karl-Heinz Stadtmüller · Alemanha Oriental | 1:26:12    | Bernd Kannenberg · Alemanha Ocidental      | 1:26:20 | Peter Frenkel · Alemanha Oriental          | 1:26:54 |
| 1977 | Daniel Bautista · México                   | 1:24:02    | Domingo Colín · México                     | 1:24:31 | Karl-Heinz Stadtmüller · Alemanha Oriental | 1:24:51 |
| 1979 | Daniel Bautista · México                   | 1:18:49    | Boris Yakovlev · União Soviética           | 1:19:46 | Nikolay Vinnichenko · União Soviética      | 1:20:05 |
| 1981 | Ernesto Canto · México                     | 1:23:52    | Roland Wieser · Alemanha Oriental          | 1:24:12 | Alessandro Pezzatini · Itália              | 1:24:24 |
| 1983 | Jozef Pribilinec · Tchecoslováquia         | 1:19:30    | Ernesto Canto · México                     | 1:19:41 | Anatoliy Solomin · União Soviética         | 1:19:43 |
| 1985 | José Marín · Espanha                       | 1:21:42    | Maurizio Damilano · Itália                 | 1:21:43 | Viktor Mostovik · União Soviética          | 1:22:01 |
| 1987 | Carlos Mercenario · México                 | 1:19:24    | Viktor Mostovik · União Soviética          | 1:19:32 | Anatoliy Gorshkov · União Soviética        | 1:20:04 |
| 1989 | Frants Kostyukevich · União Soviética      | 1:20:21    | Mikhail Shchennikov · União Soviética      | 1:20:34 | Yevgeniy Misyulya · União Soviética        | 1:20:47 |
| 1991 | Mikhail Shchennikov · União Soviética      | 1:20:43    | Ernesto Canto · México                     | 1:20:46 | Thierry Toutain · França                   | 1:20:56 |
| 1993 | Daniel García · México                     | 1:24:26    | Valentí Massana · Espanha                  | 1:24:32 | Alberto Cruz · México                      | 1:24:37 |
| 1995 | Li Zewen · China                           | 1:19:44    | Mikhail Shchennikov · Rússia               | 1:19:58 | Bernardo Segura · México                   | 1:20:32 |
| 1997 | Jefferson Pérez · Equador                  | 1:18:24    | Daniel García · México                     | 1:18:27 | Ilya Markov · Rússia                       | 1:18:30 |
| 1999 | Bernardo Segura · México                   | 1:20:20    | Yu Guohui · China                          | 1:20:21 | Vladimir Andreyev · Rússia                 | 1:20:29 |
| 2002 | Jefferson Pérez · Equador                  | 1:21:26    | Vladimir Andreyev · Rússia                 | 1:21:50 | Alejandro López · México                   | 1:22:01 |
| 2004 | Jefferson Pérez · Equador                  | 1:18:42    | Robert Korzeniowski · Polónia              | 1:19:02 | Nathan Deakes · Austrália                  | 1:19:11 |
| 2006 | Francisco J. Fernández · Espanha           | 1:18:31    | Jefferson Pérez · Equador                  | 1:19:08 | Han Yucheng · China                        | 1:19:10 |
| 2008 | Francisco J. Fernández · Espanha           | 1:18:15 CR | Valeriy Borchin · Rússia                   | 1:18:21 | Eder Sánchez · México                      | 1:18:34 |
| 2010 | Wang Hao · China                           | 1:22:35    | Zhu Yafei · China                          | 1:22:46 | Andrey Krivov · Rússia                     | 1:22:54 |
| 2012 | Wang Zhen · China                          | 1:19:13    | Andrey Krivov · Rússia                     | 1:19:27 | Vladimir Kanaykin · Rússia                 | 1:20:17 |
| 2014 | Ruslan Dmytrenko · Ucrânia                 | 1:18:37    | Cai Zelin · China                          | 1:18:52 | Andrey Krivov · Rússia                     | 1:18:59 |
| 2016 | Wang Zhen · China                          | 1:19:22    | Cai Zelin · China                          | 1:19:34 | Álvaro Martín · Espanha                    | 1:19:36 |
| 2018 | Koki Ikeda · Japão                         | 1:21:13    | Wang Kaihua · China                        | 1:21:22 | Massimo Stano · Itália                     | 1:21:33 |

#### 50 quilómetros
| Ano  | Ouro                                  | Ouro       | Prata                                 | Prata   | Bronze                                 | Bronze  |
| ---- | ------------------------------------- | ---------- | ------------------------------------- | ------- | -------------------------------------- | ------- |
| 1961 | Abdon Pamich · Itália                 | 4:25:38    | Don Thompson · Reino Unido            | 4:30:35 | Åke Söderlund · Suécia                 | 4:36:48 |
| 1963 | István Havasi · Hungria               | 4:14:25    | Ray Middleton · Reino Unido           | 4:17:16 | Ingvar Pettersson · Suécia             | 4:19:11 |
| 1965 | Christoph Höhne · Alemanha Oriental   | 4:03:14    | Burkhard Leuschke · Alemanha Oriental | 4:06:02 | Abdon Pamich · Itália                  | 4:06:41 |
| 1967 | Christoph Höhne · Alemanha Oriental   | 4:09:09    | Peter Selzer · Alemanha Oriental      | 4:11:40 | Aleksandr Shcherbina · União Soviética | 4:13:07 |
| 1970 | Christoph Höhne · Alemanha Oriental   | 4:04:36    | Veniamin Soldatenko · União Soviética | 4:09:52 | Burkhard Leuschke · Alemanha Oriental  | 4:11:10 |
| 1973 | Bernd Kannenberg · Alemanha Ocidental | 3:56:51    | Otto Barch · União Soviética          | 3:57:11 | Christoph Höhne · Alemanha Oriental    | 3:57:26 |
| 1975 | Yevgeniy Lyungin · União Soviética    | 4:03:42    | Gerhard Weidner · Alemanha Ocidental  | 4:09:58 | Vladimir Svetnikov · União Soviética   | 4:11:31 |
| 1977 | Raúl González · México                | 4:04:16    | Pedro Aroche · México                 | 4:04:55 | Paolo Grecucci · Itália                | 4:06:27 |
| 1979 | Martín Bermúdez · México              | 3:43:36    | Enrique Vera · México                 | 3:43:59 | Viktor Dorovskikh · União Soviética    | 3:45:51 |
| 1981 | Raúl González · México                | 3:48:30    | Hartwig Gauder · Alemanha Oriental    | 3:52:18 | Sandro Bellucci · Itália               | 3:54:57 |
| 1983 | Raúl González · México                | 3:45:37    | Sergey Yung · União Soviética         | 3:48:26 | Viktor Dorovskikh · União Soviética    | 3:49:47 |
| 1985 | Hartwig Gauder · Alemanha Oriental    | 3:47:31    | Andrey Perlov · União Soviética       | 3:49:23 | Axel Noack · Alemanha Oriental         | 3:56:53 |
| 1987 | Ronald Weigel · Alemanha Oriental     | 3:42:26    | Hartwig Gauder · Alemanha Oriental    | 3:42:52 | Dietmar Meisch · Alemanha Oriental     | 3:43:14 |
| 1989 | Simon Baker · Austrália               | 3:43:13    | Andrey Perlov · União Soviética       | 3:44:12 | Stanislav Vezhel · União Soviética     | 3:44:50 |
| 1991 | Carlos Mercenario · México            | 3:42:03    | Simon Baker · Austrália               | 3:46:36 | Ronald Weigel · Alemanha Oriental      | 3:47:50 |
| 1993 | Carlos Mercenario · México            | 3:50:28    | Jesús Ángel García · Espanha          | 3:52:44 | Germán Sánchez · México                | 3:54:15 |
| 1995 | Zhao Yongsheng · China                | 3:41:20    | Jesús Ángel García · Espanha          | 3:41:54 | Valentin Kononen · Finlândia           | 3:42:50 |
| 1997 | Jesús Ángel García · Espanha          | 3:39:54    | Oleg Ishutkin · Rússia                | 3:40:12 | Valentin Kononen · Finlândia           | 3:41:09 |
| 1999 | Sergey Korepanov · Cazaquistão        | 3:39:22    | Tomasz Lipiec · Polónia               | 3:40:08 | Nikolay Matyukhin · Rússia             | 3:40:13 |
| 2002 | Aleksey Voyevodin · Rússia            | 3:40:59    | German Skurygin · Rússia              | 3:42:08 | Tomasz Lipiec · Polónia                | 3:45:37 |
| 2004 | Aleksey Voyevodin · Rússia            | 3:42:44    | Yu Chaohong · China                   | 3:43:47 | Yuriy Andronov · Rússia                | 3:46:49 |
| 2006 | Denis Nizhegorodov · Rússia           | 3:38:02    | Trond Nymark · Noruega                | 3:41:30 | Yuriy Andronov · Rússia                | 3:42:38 |
| 2008 | Denis Nizhegorodov · Rússia           | 3:34:14 CR | Vladimir Kanaykin · Rússia            | 3:36:55 | Alex Schwazer · Itália                 | 3:37:04 |
| 2010 | Matej Tóth · Eslováquia               | 3:53:30    | Horacio Nava · México                 | 3:54:16 | Jared Tallent · Austrália              | 3:54:55 |
| 2012 | Jared Tallent · Austrália             | 3:40:32    | Si Tianfeng · China                   | 3:43:05 | Christopher Linke · Alemanha           | 3:47:33 |
| 2014 | Mikhail Ryzhov · Rússia               | 3:39:05    | Ivan Noskov · Rússia                  | 3:39:38 | Jared Tallent · Austrália              | 3:42:48 |
| 2016 | Jared Tallent · Austrália             | 3:42:36    | Ihor Hlavan · Ucrânia                 | 3:44:02 | Marco De Luca · Itália                 | 3:44:47 |
| 2018 | Hirooki Arai · Japão                  | 3:44:25    | Hayato Katsuki · Japão                | 3:44:31 | Satoshi Maruo · Japão                  | 3:44:52 |

### Mulheres

#### 5 quilómetros
| Ano  | Ouro                        | Ouro  | Prata                                     | Prata | Bronze                                 | Bronze |
| ---- | --------------------------- | ----- | ----------------------------------------- | ----- | -------------------------------------- | ------ |
| 1979 | Marion Fawkes · Reino Unido | 22:51 | Carol Tyson · Reino Unido                 | 22:59 | Thorill Gylder · Noruega               | 23:08  |
| 1981 | Siv Gustavsson · Suécia     | 22:57 | Aleksandra Derevinskaya · União Soviética | 23:18 | Lyudmila Khrushcheva · União Soviética | 23:26  |

#### 10 quilómetros
| Ano  | Ouro                              | Ouro  | Prata                               | Prata | Bronze                                                               | Bronze |
| ---- | --------------------------------- | ----- | ----------------------------------- | ----- | -------------------------------------------------------------------- | ------ |
| 1983 | Xu Yongjiu · China                | 45:14 | Natalya Sharipova · União Soviética | 45:26 | Sue Cook · Austrália                                                 | 45:27  |
| 1985 | Yan Hong · China                  | 46:22 | Guan Ping · China                   | 46:23 | Olga Krishtop · União Soviética · Lilyia Grigoyeva · União Soviética | 46:24  |
| 1987 | Olga Krishtop · União Soviética   | 43:22 | Irina Strakhova · União Soviética   | 43:35 | Jin Bingjie · China                                                  | 43:45  |
| 1989 | Beate Anders · Alemanha Oriental  | 43:08 | Kerry Saxby · Austrália             | 43:12 | Ileana Salvador · Itália                                             | 43:12  |
| 1991 | Irina Strakhova · União Soviética | 43:55 | Graciela Mendoza · México           | 44:09 | Yelena Sayko · União Soviética                                       | 44:11  |
| 1993 | Wang Yan · China                  | 45:10 | Sari Essayah · Finlândia            | 45:18 | Yelena Nikolayeva · Rússia                                           | 45:22  |
| 1995 | Gao Hongmiao · China              | 42:19 | Yelena Nikolayeva · Rússia          | 42:32 | Liu Hongyu · China                                                   | 42:49  |
| 1997 | Irina Stankina · Rússia           | 41:52 | Olimpiada Ivanova · Rússia          | 41:59 | Gu Yan · China                                                       | 42:15  |

#### 20 quilómetros
| Ano  | Ouro                              | Ouro       | Prata                      | Prata   | Bronze                     | Bronze  |
| ---- | --------------------------------- | ---------- | -------------------------- | ------- | -------------------------- | ------- |
| 1999 | Liu Hongyu · China                | 1:27:32    | Natalya Fedoskina · Rússia | 1:27:35 | Norica Cîmpean · Roménia   | 1:27:48 |
| 2002 | Erica Alfridi · Itália            | 1:28:55    | Olimpiada Ivanova · Rússia | 1:28:57 | Natalya Fedoskina · Rússia | 1:28:59 |
| 2004 | Yelena Nikolayeva · Rússia        | 1:27:24    | Jiang Jing · China         | 1:27:34 | María Vasco · Espanha      | 1:27:36 |
| 2006 | Ryta Turava · Bielorrússia        | 1:26:27    | Olimpiada Ivanova · Rússia | 1:27:26 | Irina Petrova · Rússia     | 1:27:46 |
| 2008 | Olga Kaniskina · Rússia           | 1:25:42 CR | Tatyana Sibileva · Rússia  | 1:26:29 | Vera Santos · Portugal     | 1:28:17 |
| 2010 | María Vasco · Espanha             | 1:31:55    | Vera Santos · Portugal     | 1:32:06 | Inês Henriques · Portugal  | 1:33:28 |
| 2012 | Elena Lashmanova · Rússia         | 1:27:38    | María José Poves · Espanha | 1:29:10 | Xiuzhi Lu · China          | 1:29:55 |
| 2014 | Anisya Kirdyapkina · Rússia       | 1:26:31    | Liu Hong · China           | 1:26:58 | Elmira Alembekova · Rússia | 1:27:02 |
| 2016 | Maria Guadalupe González · México | 1:26:17    | Qieyang Shenjie · China    | 1:26:49 | Érica de Sena · Brasil     | 1:27:18 |
| 2018 | Maria Guadalupe González · México | 1:26:38    | Qieyang Shenjie · China    | 1:27:06 | Yang Jiayu · China         | 1:27:22 |

#### 50 quilómetros
| Ano  | Ouro              | Ouro    | Prata            | Prata   | Bronze                     | Bronze  |
| ---- | ----------------- | ------- | ---------------- | ------- | -------------------------- | ------- |
| 2018 | Liang Rui · China | 4:04:36 | Yin Hang · China | 4:09:09 | Claire Tallent · Austrália | 4:09:33 |